# Karaté aux Jeux mondiaux de 2009
Navigation
Kaohsiung 2005 Cali 2013
Les épreuves de karaté des Jeux mondiaux de 2009 ont lieu du 25 juillet au 26 juillet 2009 au National Sun Yat-Sen University Gymnasium à Kaohsiung (Taïwan).

## Podiums

### Hommes
| Épreuves      | Or                          | Argent                         | Bronze                          |
| ------------- | --------------------------- | ------------------------------ | ------------------------------- |
| Kata          | Italie Luca Valdesi         | France Minh Dack               | Venezuela Antonio José Díaz     |
| Kumite −60 kg | Brésil Douglas Santos       | Taipei chinois Hsia Wenhaung   | Croatie Danil Domdjoni          |
| Kumite −65 kg | Hongrie Ádám Kovács         | France William Rolle           | Turquie Ömer Kemaloğlu          |
| Kumite −70 kg | Venezuela Jean Peсa         | Japon Shinji Nagaki            | Égypte Tamer Morsy              |
| Kumite −75 kg | Grèce Geórgios Tzános       | Belgique Diego Vandeschrick    | Japon Kou Matsuhisa             |
| Kumite −80 kg | Taipei chinois Huang Haoyun | Russie Islamutdin Eldaruchev   | Grèce Konstantinos Papadopoulos |
| Kumite +80 kg | Allemagne Jonathan Horne    | Grèce Spyridon Margaritopoulos | Monténégro Almir Cecunjanin     |
| Kumite open   | Kazakhstan Khalid Khalidov  | Égypte Kestha Hany             | Monténégro Almir Cecunjanin     |

### Femmes
| Épreuves      | Or                                    | Argent                                 | Bronze                    |
| ------------- | ------------------------------------- | -------------------------------------- | ------------------------- |
| Kata          | Viêt Nam Hoang Ngan Nguyen            | République dominicaine María Dimitrova | Italie Sara Battaglia     |
| Kumite −53 kg | Croatie Jelena Kovacevic              | Taipei chinois Yenhui Chen             | Turquie Gülderen Celik    |
| Kumite −60 kg | Russie Maria Sobol                    | Slovaquie Eva Medvedová-Tulejová       | Taipei chinois Ting Chang |
| Kumite +60 kg | Bosnie-Herzégovine Arnela Ondzakovice | France Tiffany Fanjat                  | Allemagne Silvia Sperner  |
| Kumite open   | Slovaquie Eva Medvedová-Tulejová      | Nouvelle-Zélande Letitia Carr          | Croatie Ema Anicic        |

## Tableau des médailles
| Rang | Nation | Or | Argent | Bronze | Total |
| ---- | ------ | -- | ------ | ------ | ----- |